# 7 февруари
7 февруари е 38-ият ден в годината според григорианския календар. Остават 327 дни до края на годината (328 през високосна година).
7 февруари е международният ден на гърдата.

## Събития
- 1758 г. – Учреден е първият парламент на Канада.
- 1857 г. – В Русия е издаден указ за създаване на първата железопътна мрежа.
- 1878 г. – Руските войски освобождават Поморие в хода на Руско-турската война.
- 1921 г. – Започва работа Вторият църковно-народен събор.
- 1922 г. – Мария Склодовска-Кюри става член на Френската академия на науките.
- 1940 г. – Би Би Си открива редакция в България.
- 1981 г. – Самолетна катастрофа на летище„ Пушкин“ убива 50 души, включително 16 членове на Тихоокеанския флот на СССР.
- 1983 г. – Състои се премиерата на българския игрален драматичен филм „Ако те има“.
- 1992 г. – Подписан е Договорът от Маастрихт, който води до създаване на Европейския съюз.
- 1998 г. – В Нагано, Япония се откриват XVIII Зимни олимпийски игри.
- 2000 г. – България и Румъния се договарят в Брюксел за изграждане на втори мост над Дунав при Видин и Калафат.

## Родени
- 1102 г. – Мод, наследница на английския трон († 1167 г.)
- 1478 г. – Томас Мор, политически деец и хуманист († 1535 г.)
- 1693 г. – Анна, руска императрица († 1740 г.)
- 1804 г. – Джон Диър, американски производител († 1886 г.)
- 1812 г. – Чарлз Дикенс, британски писател († 1870 г.)
- 1833 г. – Рикардо Палма, перуански писател († 1919 г.)
- 1845 г. – Фьодор Успенски, руски историк и археолог († 1928 г.)
- 1846 г. – Владимир Маковски, руски художник († 1920 г.)
- 1858 г. – Александър Найденович, български учен († 1927 г.)
- 1864 г. – Киро Узунов, български революционер († 1938 г.)
- 1868 г. – Иван Стойков, български генерал († 1925 г.)
- 1870 г. – Алфред Адлер, австрийски лекар († 1937 г.)
- 1877 г. – Годфри Харолд Харди, английски математик († 1947 г.)
- 1882 г. – Тодор Георгиев, български генерал († 1971 г.)
- 1883 г. – Борис Денев, български художник († 1969 г.)
- 1885 г. – Синклер Луис, американски писател и драматург, Нобелов лауреат († 1951 г.)
- 1887 г. – Андрей Шкуро, офицер от Руската имперска армия († 1947 г.)
- 1889 г. – Клаудия Муцио, италианска оперна певица († 1936 г.)
- 1906 г. – Олег Антонов, руски авиоконструктор († 1984 г.)
- 1915 г. – Теоктист, румънски патриарх († 2007 г.)
- 1921 г. – Неджмие Ходжа, албански политик († 2020 г.)
- 1925 г. – Херберт Айзенрайх, австрийски писател († 1986 г.)
- 1926 г. – Марк Тайманов, украински шахматист и пианист († 2016 г.)
- 1931 г. – Иван Йорданов, български актьор († 1994 г.)
- 1938 г. – Георги Джубрилов, български актьор († 2004 г.)
- 1940 г. – Тошихиде Маскава, японски физик, Нобелов лауреат († 2021 г.)
- 1942 г. – Мария Воденска, македонски писател
- 1951 г. – Добрин Добрев, български литературовед
- 1958 г. – Мат Ридли, британски журналист и писател
- 1960 г. – Джеймс Спейдър, американски актьор
- 1962 г. – Дейвид Брайън, американски музикант
- 1965 г. – Крис Рок, американски комик
- 1972 г. – Любомир Нейков, български комедиант и актьор
- 1973 г. – Боян Петров, български зоолог и алпинист († 2018 г.)
- 1978 г. – Аштън Къчър, американски актьор и модел
- 1978 г. – Даниел Ван Бойтен, белгийски интернационален футболист
- 1979 г. – Асен Букарев, български футболист
- 1982 г. – Делия Матаке, Румънска поп певица
- 1983 г. – Силвия Дънекова, българска лекоатлетка
- 1984 г. – Еньо Кръстовчев, български футболист
- 1986 г. – Спас Гюров, български колоездач
- 1987 г. – Бреа Бенет, американска порно актриса

## Починали
- 590 г. – Пелагий II, римски папа (* неизв.)
- 999 г. – Болеслав II Благочестиви, херцог на Бохемия (* 932 г.)
- 1317 г. – Робер дьо Клермон, граф на Клермон (* 1256 г.)
- 1823 г. – Ан Радклиф, английска писателка (* 1764 г.)
- 1864 г. – Вук Караджич, реформатор на сръбския език (* 1787 г.)
- 1873 г. – Шеридан Ле Фаню, ирландски писател (* 1814 г.)
- 1876 г. – Партений Зографски, български духовник (* 1818 г.)
- 1878 г. – Пий IX, римски папа за период от 32 години (* 1792 г.)
- 1885 г. – Ивасаки Ятаро, японски финансист и индустриалец (* 1835 г.)
- 1894 г. – Георги Бабаджанов, български революционер (* 1834 г.)
- 1900 г. – Петко войвода, български революционер, хайдутин и войвода (* 1844 г.)
- 1908 г. – Мануш Георгиев, български революционер (* 1881 г.)
- 1913 г. – Йордан Йовчев, български революционер (* ? г.)
- 1937 г. – Илайхю Рут, американски политик, Нобелов лауреат (* 1845 г.)
- 1960 г. – Игор Курчатов, руски физик (* 1903 г.)
- 1971 г. – Александър Бегажев, български журналист (* 1898 г.)
- 1979 г. – Йозеф Менгеле, германски лекар, военнопрестъпник (* 1911 г.)
- 1986 г. – Минору Ямасаки, японски архитект (* 1921 г.)
- 1989 г. – Васил Акьов, български сценарист (* 1924 г.)
- 1999 г. – Хусейн I, крал на Йордания (* 1935 г.)
- 2010 г. – Уилям Тен, американски писател (* 1920 г.)
- 2017 г. – Цветан Тодоров, българо-френски философ (* 1939 г.)
- 2020 г. – Иван Забунов, български историк, общественик и политик (* 1948)

## Празници
- Гренада – Ден на независимостта (от Великобритания, 1973 г., национален празник)